# Kościół Matki Bożej Zwycięskiej w Lublinie
Kościół Rektoralny Wniebowzięcia Najświętszej Marii Panny Zwycięskiej lub kościół powizytkowski vel pobrygidkowski – jeden z najcenniejszych zabytków gotyku i renesansu w Lublinie.

## Historia kościoła
Kościół ufundowany został w roku 1412 przez Władysława Jagiełłę, jako wotum wdzięczności za zwycięstwo w bitwie pod Grunwaldem. Wcześniej w tym miejscu stała kaplica pw. Maryi Panny, św. Zofii i św. Barbary poświęcona w 1396 roku przez biskupa krakowskiego Piotra Wysza. Według legendy wotum króla Władysława Jagiełły budowali jeńcy krzyżaccy wzięci do niewoli po zwycięskiej bitwie pod Grunwaldem. Po ukończeniu prac w 1426 roku król polski sprowadził zakon brygidek. Wierzono bowiem, że św. Brygida przepowiedziała upadek zakonu krzyżackiego. Przepowiedziała też dzielnego władcę, który ukarze Krzyżaków za krzywdy wyrządzone innym chrześcijańskim narodom. Jagiełło odebrał tę przepowiednię bardzo osobiście i dlatego sprowadził Zakon Najświętszego Zbawiciela do Lublina. Brygidki pozostały tu aż do końca XIX w. Lubelski konwent był jednym z pierwszych klasztorów tej reguły w Polsce. Kościół został zbudowany z dala od murów miejskich, przez co często padał ofiarą rabunków. W XIX w. do świątyni wprowadziły się na krótko siostry wizytki. Wizytki podobnie jak brygidki opuściły klasztor nakazem cara pod koniec XIX w. Kościół stał się wtedy kościołem rektoralnym i jest nim po dziś dzień. Obecnie rektorem jest ks. kan. Dariusz Marek Bondyra.

## Wnętrze
Do kościoła wchodzi się po kilku stopniach w dół. Jest to związane z tym, że poziom gruntu wokół kościoła jest obecnie wyższy niż w czasie jego budowy (w wyniku prac przy konstruowaniu nowych nawierzchni chodnika i ulicy dodawano nowe warstwy gruntu i nawierzchni). Kościół w XV w. był znacznie wyższy i smuklejszy niż obecnie. Z oryginalnego gotyckiego wyposażenia nic się nie zachowało, oprócz polichromii na poddaszu, wykonanych w latach 1466–1477, za panowania Kazimierza Jagiellończyka. Przedstawiają one wjazd orszaku króla do miasta. W XVII w. dokonano częściowej przebudowy w stylu renesansu lubelskiego, przez co polichromia stała się niewidoczna dla wiernych. Dzięki przeprowadzonemu remontowi w latach 2010- 2012 wieża wraz z punktem widokowym jest już dostępna dla turystów i mieszkańców Lublina. W czasie prac renowacyjnych odkryto również 9 krypt, z których 4 udostępnione są zwiedzającym. Wyposażenie pochodzi z około 1901 r. Zostało ono wykonane w neogotyckim stylu. W stalle wmontowano siedemnastowieczne obrazy przedstawiające życie św. Brygidy. W kościele znajduje się również umieszczony w ołtarzu głównym, ale na co dzień zasłonięty najstarszy obraz, jaki możemy oglądać w Lublinie – postać św. Brygidy, namalowany na desce, a pochodzący z pierwszej połowy XV w. Na placu obok kościoła znajduje się pomnik Jana Kochanowskiego, przeniesiony z Rynku.

## Galeria

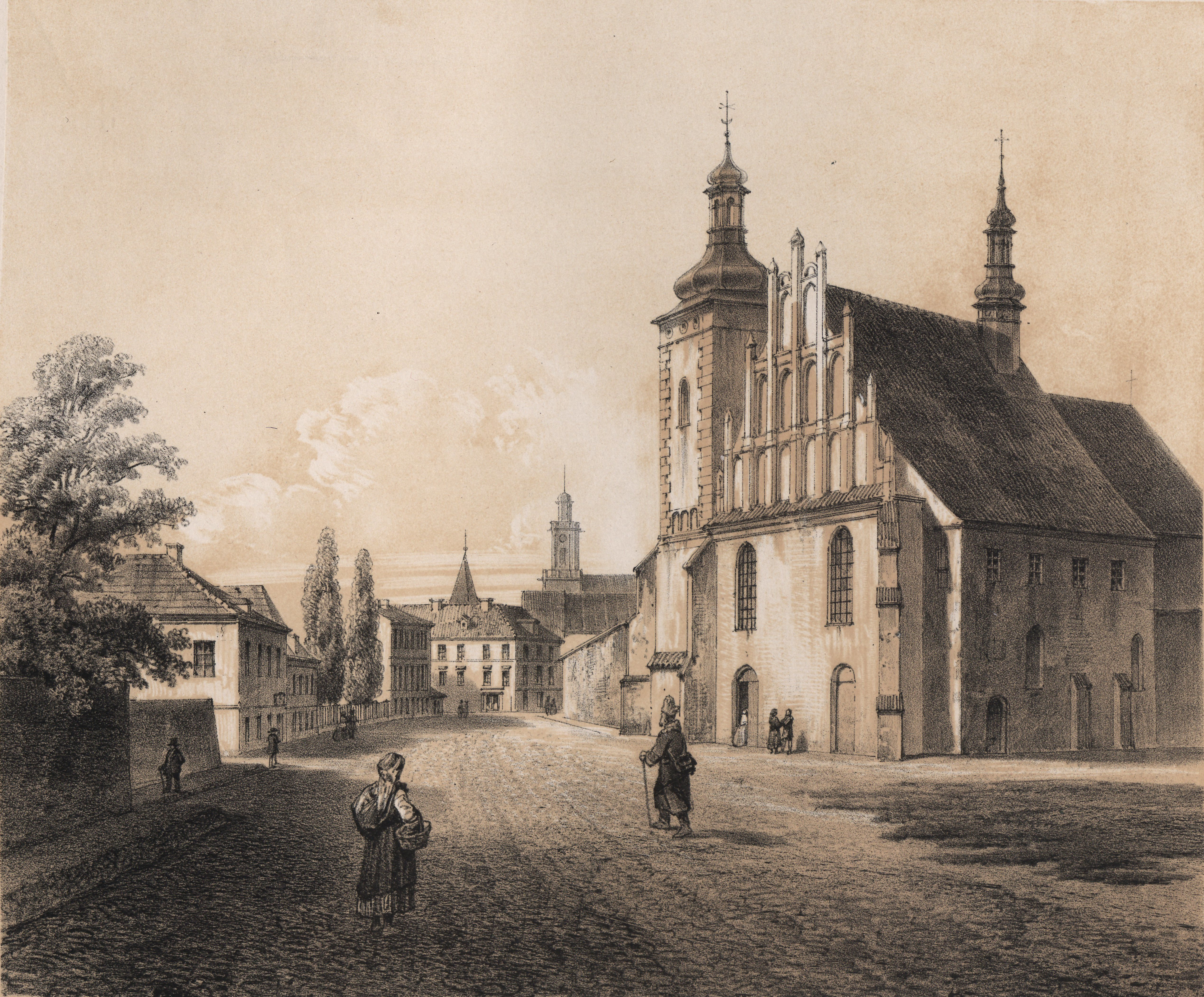
Kościół na litografii Adama Lerue (ok. 1858)
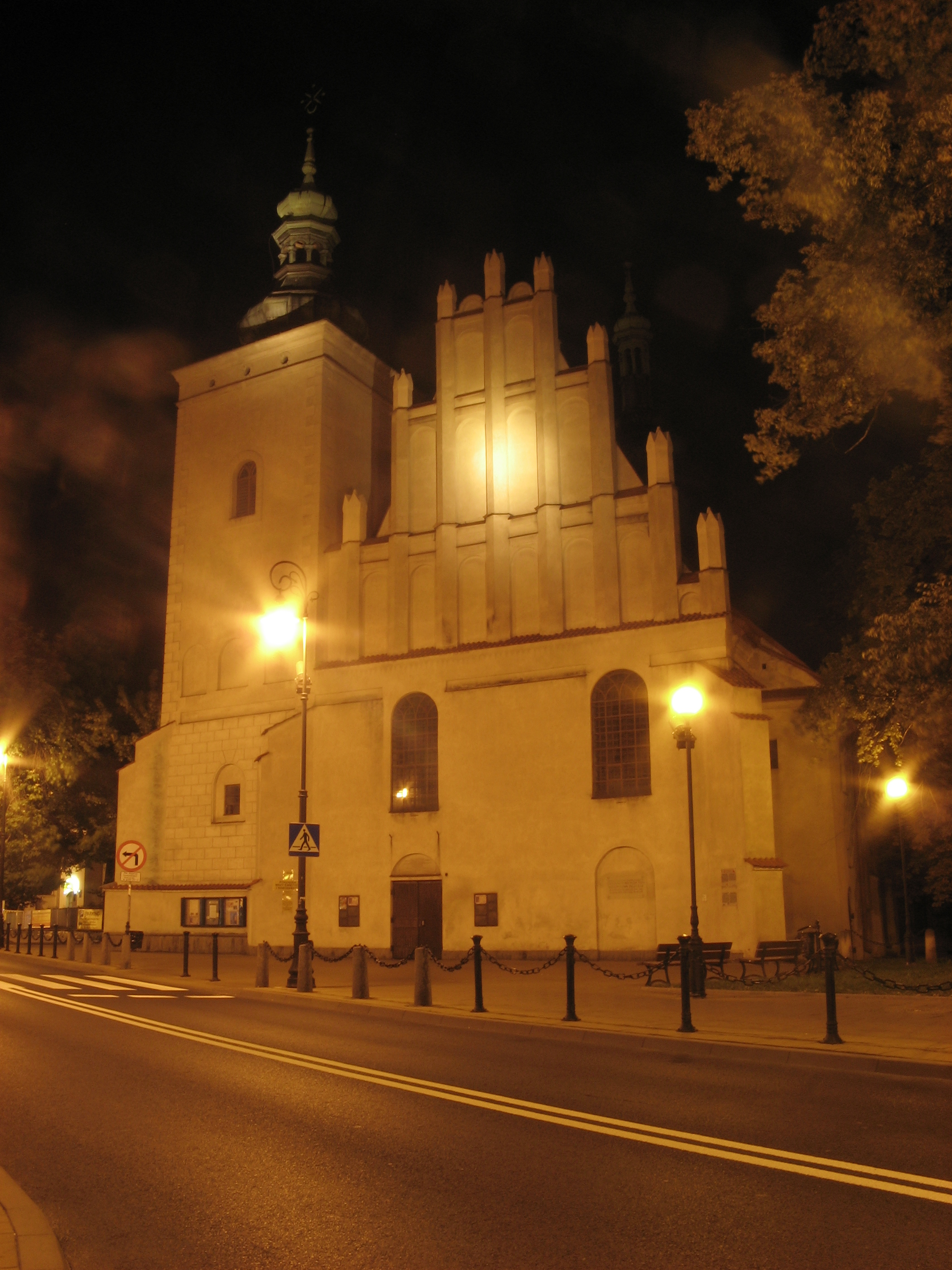
Kościół Matki Bożej Zwycięskiej nocą.
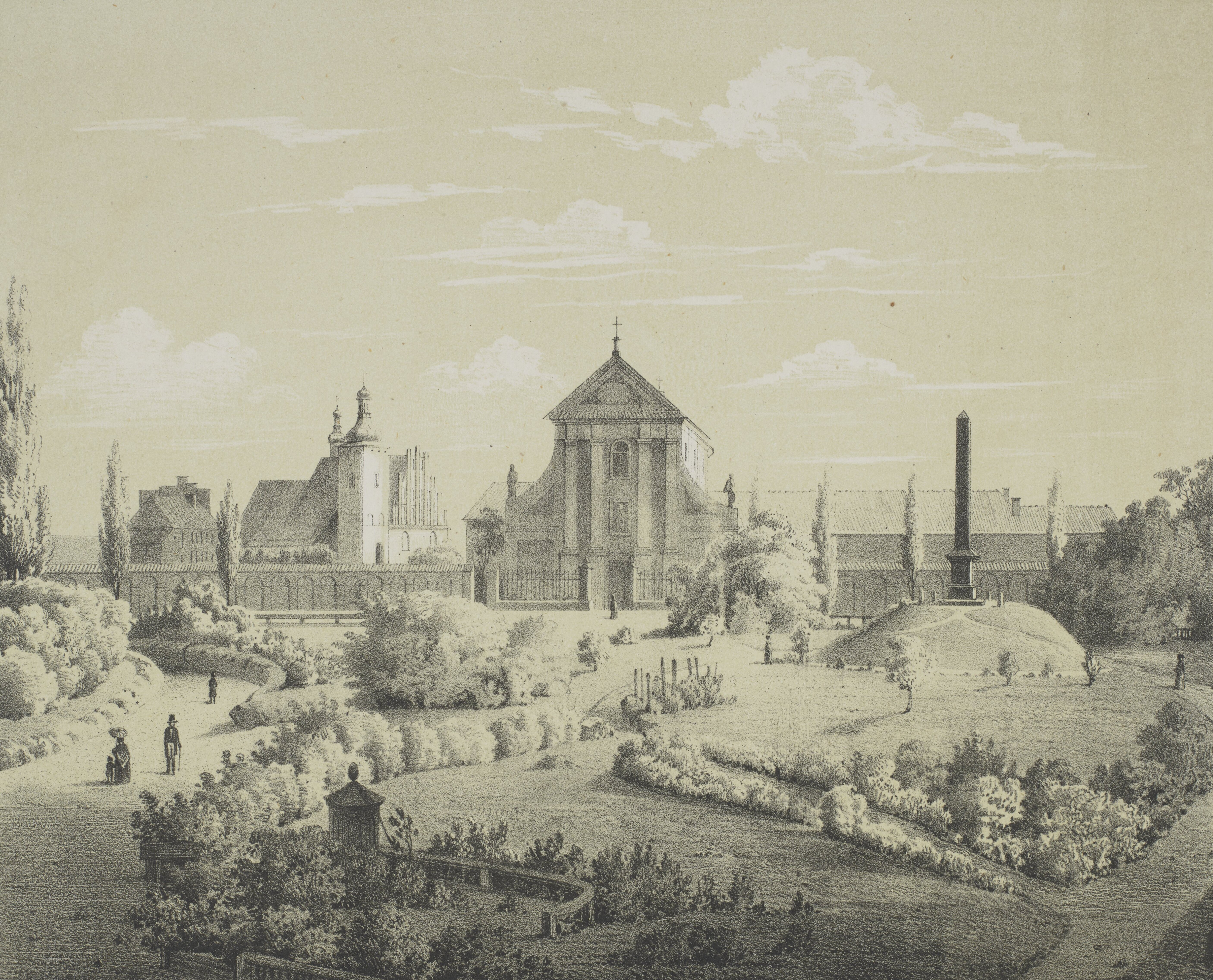
Kościół powizytkowski, kościół Kapucynów i pomnik Unii Lubelskiej, litografia Adama Lerue z 1860 roku.
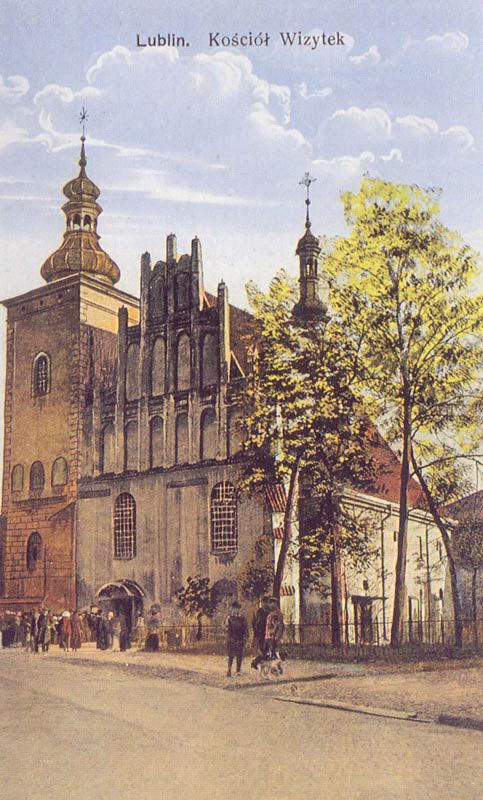
Widokówka z początku XX wieku.
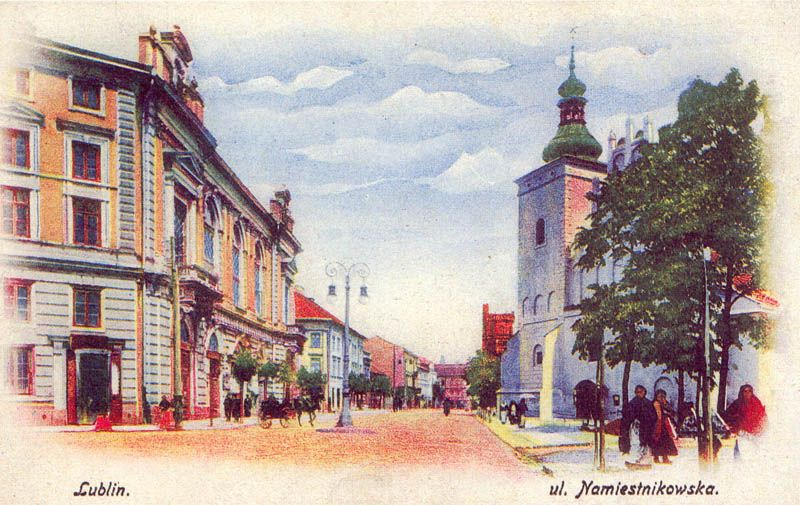
Widokówka z początku XX wieku.

## Literatura
- Piotr Kawałko, Zbigniew Nestorowicz, Marta Denys, Lublin Przewodnik, historia, co warto zobaczyć, mapy, noclegi, gastronomia, ciekawostki, Lublin: Wydawnictwo Archidiecezji Lubelskiej „Gaudium”, 2012, s. 266-270, ISBN 978-83-7548-115-0.
- Lublin i okolice – Marta Denys, Marek Wyszkowski.
- Teatr NN.pl Leksykon Lublin, Magdalena Skóra – Kościół pw. Matki Boskiej Zwycięskiej (pobrygidkowski) w Lublinie.